# Espetáculos Tonelux
O Espetáculos Tonelux foi um programa de televisão, patrocinado pelas Lojas Tonelux, importante loja de eletrodomésticos na Rua Uruguaiana no centro do Rio de Janeiro nos anos 50 e 60. O programa era transmitido do Teatro João Caetano na Praça Tiradentes, com show de vedetes e comediantes do teatro, sempre nas noites de terça feira. Foi o único programa da televisão brasileira que passou por todos os canais de televisão do Rio nos anos 60. Estreou em 1959 pela TV Continental, onde ficou até 1961. Em 1961 foi para a TV Rio, onde permaneceu até 1963. Em 1963 transferiu-se para a TV Excelsior,, ficando até 1964. Em 1964 estreou na TV Tupi, e em 1966 passou a ser exibido pela TV Globo, onde encerrou suas apresentações em 1967. As Lojas Tonelux fecharam as portas em 1970. Em janeiro de 1962, Espetáculos Tonelux eram também apresentados pela TV Tupi (Rio de Janeiro) às 20h50. 

## Referência
- http://www.urca.net/hist5.htm